# 庄婉如
庄婉如（1936年—），女，福建厦门人，中国半导体专家，曾任中国科学院半导体研究所光电子研究室主任、研究员。